# Witgenhain
Koordinaten: 50° 56′ 15″ N, 9° 3′ 26″ O
Witgenhain ist eine Dorfwüstung in der Gemarkung von Gilserberg, dem Verwaltungssitz der Gemeinde Gilserberg im nordhessischen Schwalm-Eder-Kreis.

## Lage
Die Wüstung befindet sich etwa 1,3 km südlich von Gilserberg am nördlichen Ende eines schmalen, beiderseits von Wald umgebenen Talgrunds am „Witgenhainer Born“, der Hauptquelle des Schwalm-Zuflusses Gilsa. Sie liegt dort auf 388 m Höhe über NHN am Nordwesthang der Kalten Hainbuche (432,6 m). Der Flurname „Widchenhain“ erinnert an das verlassene Dorf. Die Bundesstraße 3 verläuft etwa 1 km westlich, die Landesstraße L 3155 von Gilserberg nach Sachsenhausen etwa 2 km nordöstlich.

## Geschichte
Der Ort wurde als „villa Widekenhagen“ um 1240 in einer Urkunde des Klosters Haina erstmals schriftlich erwähnt, als Ludwig von Merzhausen dem Kloster sein Recht an dem Markwald des rund 1,5 km weiter südlich gelegenen Dorfs Itzenhain gegen eine Hufe in Witgenhain eintauschte.
Erneut erwähnt wurde der Ort 1360/67 als dem Gericht zur Kalten Hainbuche zugehörig, das knapp unterhalb der Ostseite des Hauptgipfels der Kalten Hainbuche verhandelte. In dieser Zeit war der örtliche Zehnt zwischen den Herren von Gleimenhain und dem Kloster Haina geteilt. Noch gegen Ende des 14. Jahrhunderts scheint der Ort bestanden zu haben, dann aber wüst gefallen zu sein. Noch im 18. Jahrhundert sollen Trümmer der ehemaligen Kirche dort sichtbar gewesen sein.
Die letzte urkundliche Erwähnung stammt aus dem Jahre 1569, als die „wüstenung“ Witgenhain mitsamt dem Zehnten Reinhard Schenk und Hans von Grifte als den Erben der Herren von Bellnhausen zustand, ebenso wie das südlich benachbarte Itzenhain.